# Food City 500
Le Food City 500 est une course automobile organisée annuellement par la NASCAR comptant pour le championnat des NASCAR Cup Series. Elle se déroule au printemps sur le Bristol Motor Speedway à Bristol, dans le Tennessee.
Elle est la première des deux courses se déroulant à Bristol, l'autre étant l'Irwin Tools Night Race. Elle fut la première course de la saison 2007 à accueillir la Car of Tomorrow (en), un nouveau modèle plus sécurisé pensé et conçu à la suite de la mort en course du populaire Dale Earnhardt en 2001.
En 2008, le président et manager général du Bristol Motor Speedway, Jeff Byrd, demande à la NASCAR de déplacer la date de la course un plus tard pour éviter les problèmes de pluie, de neige et de grésil frappant généralement la région à la fin de l'hiver et au début du printemps. Le calendrier ne sera pas modifié avant 2015, la date de la course étant alors déplacée de la mi-mars au mois d'avril.
En 2011, la société Food City, sponsor du nom de la course, honore le président et manager général du Bristol Motor Speedway, Jeff Byrd, décédé en octobre 2010, en renommant la course de 2011 Jeff Byrd 500 presented by Food City.
En 2015, la course est également renommée Food City 500 In Support Of Steve Byrnes And Stand Up To Cancer en soutien à Steve Byrnes (en), producteur de l'émission NASCAR on Fox, dans sa lutte contre le cancer et ce en association avec l'Entertainment Industry Foundation (en).
La course de 2020 est renommée Food City presents the Supermarket Heroes 500 pour honorer les employés des grandes surfaces pendant la pandémie de Covid-19.
En 2021 et pendant trois saisons, la course a lieu sur le circuit dont le revêtement a été recouvert de terre si bien que le nom de l'événement est modifié et devient le Food City Dirt Race,.

## Caractéristiques
Le circuit possède deux lignes de stands. Il est surnommé : le "Thunder Valley" ou "The Last Great Colosseum" ou "The World's Fastest Half-Mile".
- Course avant 2021 :
  - Longueur : 266,5 milles (428,89 km)
  - Nombre de tours : 500
    - Segment 1 : 125 tours
    - Segment 2 : 125 tours
    - Segment 3 : 250 tours
- Course 2021 :
  - Longueur : 266,5 milles (428,89 km)
  - Nombre de tours : 250
    - Segment 1 : 75 tours
    - Segment 2 : 75 tours
    - Segment 3 : 100 tours
- Circuit :
  - Type : short track
  - Revêtement : béton - terre damée pour l'édition 2021
  - Longueur circuit : 0,533 milles (0,858 km)
  - Nombre de virages : 4
  - Inclinaison (Banking) :
    - Virages : 30°
    - Lignes droites : de 4 à 9°
- Record du tour de piste : 12,742 secondes par Brian Gerster en 2011 à l'occasion d'une course de Must See Racing - Xtreme Speed Classic.

## Palmarès
| Année                           | Date       | Pilote           | Écurie                      | Châssis   | Course | Course            | Course          | Course            | Note       |
| ------------------------------- | ---------- | ---------------- | --------------------------- | --------- | ------ | ----------------- | --------------- | ----------------- | ---------- |
| Année                           | Date       | Pilote           | Écurie                      | Châssis   | Tours  | Miles (km)        | Durée           | Moyenne (miles/h) | Note       |
| Revêtement en asphalte          |            |                  |                             |           |        |                   |                 |                   |            |
| 1961                            | 22 octobre | Joe Weatherly    | Bud Moore Engineering       | Pontiac   | 500    | 250 (402,336)     | 3 h 27 min 02 s | 072,452           |            |
| 1962                            | 29 juillet | Jim Paschal      | Petty Enterprises           | Plymouth  | 500    | 250 (402,336)     | 3 h 19 min 16 s | 075,276           |            |
| 1963                            | 31 mars    | Fireball Roberts | Holman-Moody                | Ford      | 500    | 250 (402,336)     | 3 h 15 min 02 s | 076,910           |            |
| 1964                            | 22 mars    | Fred Lorenzen    | Holman-Moody                | Ford      | 500    | 250 (402,336)     | 3 h 27 min 46 s | 072,196           |            |
| 1965                            | 2 mai      | Junior Johnson   | Junior Johnson & Associates | Ford      | 500    | 250 (402,336)     | 3 h 20 min 10 s | 074,937           |            |
| 1966                            | 20 mars    | Dick Hutcherson  | Holman-Moody                | Ford      | 500    | 250 (402,336)     | 3 h 34 min 26 s | 069,952           |            |
| 1967                            | 19 mars    | David Pearson    | Cotton Owens                | Dodge     | 500    | 250 (402,336)     | 3 h 17 min 32 s | 075,937           |            |
| 1968                            | 17 mars    | David Pearson    | Holman-Moody                | Ford      | 500    | 250 (402,336)     | 3 h 14 min 11 s | 077,247           |            |
| 1969                            | 23 mars    | Bobby Allison    | Mario Rossi                 | Dodge     | 500    | 250 (402,336)     | 3 h 04 min 09 s | 081,455           |            |
| 1970                            | 5 avril    | Donnie Allison   | Banjo Matthews              | Ford      | 500    | 266,5 (428,89)    | 3 h 02 min 42 s | 087,543           |            |
| 1971                            | 28 mars    | David Pearson    | Holman-Moody                | Ford      | 500    | 266,5 (428,89)    | 2 h 52 min 23 s | 091,704           |            |
| 1972                            | 9 avril    | Bobby Allison    | Richard Howard              | Chevrolet | 500    | 266,5 (428,89)    | 2 h 50 min 18 s | 092,826           |            |
| 1973                            | 25 mars    | Cale Yarborough  | Richard Howard              | Chevrolet | 500    | 266,5 (428,89)    | 2 h 57 min 43 s | 088,952           |            |
| 1974                            | 17 mars    | Cale Yarborough  | Richard Howard              | Chevrolet | 450    | 239,85 (386,001)  | 3 h 42 min 50 s | 064,533           | [ Note 1 ] |
| 1975                            | 16 mars    | Richard Petty    | Petty Enterprises           | Dodge     | 500    | 266,5 (428,89)    | 2 h 42 min 53 s | 097,053           |            |
| 1976                            | 14 mars    | Cale Yarborough  | Junior Johnson & Associates | Chevrolet | 400    | 213,2 (343,112)   | 2 h 25 min 24 s | 087,377           |            |
| 1977                            | 17 avril   | Cale Yarborough  | Junior Johnson & Associates | Chevrolet | 500    | 266,5 (428,89)    | 2 h 38 min 20 s | 100,989           |            |
| 1978                            | 2 avril    | Darrell Waltrip  | DiGard Motorsports          | Chevrolet | 500    | 266,5 (428,89)    | 2 h 53 min 03 s | 092,401           |            |
| 1979                            | 1er avril  | Dale Earnhardt   | Rod Osterlund Racing        | Chevrolet | 500    | 266,5 (428,89)    | 2 h 55 min 39 s | 091,033           |            |
| 1980                            | 30 mars    | Dale Earnhardt   | Rod Osterlund Racing        | Chevrolet | 500    | 266,5 (428,89)    | 2 h 44 min 53 s | 096,977           |            |
| 1981                            | 29 mars    | Darrell Waltrip  | Junior Johnson & Associates | Buick     | 500    | 266,5 (428,89)    | 2 h 58 min 36 s | 089,530           |            |
| 1982                            | 14 mars    | Darrell Waltrip  | Junior Johnson & Associates | Buick     | 500    | 266,5 (428,89)    | 2 h 49 min 52 s | 094,025           |            |
| 1983                            | 21 mai     | Darrell Waltrip  | Junior Johnson & Associates | Chevrolet | 500    | 266,5 (428,89)    | 2 h 51 min 07 s | 093,445           |            |
| 1984                            | 1er avril  | Darrell Waltrip  | Junior Johnson & Associates | Chevrolet | 500    | 266,5 (428,89)    | 2 h 50 min 10 s | 093,967           |            |
| 1985                            | 6 avril    | Dale Earnhardt   | Richard Childress Racing    | Chevrolet | 500    | 266,5 (428,89)    | 3 h 15 min 42 s | 081,790           | [ Note 2 ] |
| 1986                            | 6 avril    | Rusty Wallace    | Blue Max Racing             | Pontiac   | 500    | 266,5 (428,89)    | 2 h 58 min 14 s | 089,747           |            |
| 1987                            | 12 avril   | Dale Earnhardt   | Richard Childress Racing    | Chevrolet | 500    | 266,5 (428,89)    | 3 h 31 min 27 s | 075,621           |            |
| 1988                            | 10 avril   | Bill Elliott     | Melling Racing              | Ford      | 500    | 266,5 (428,89)    | 3 h 12 min 23 s | 083,115           |            |
| 1989                            | 9 avril    | Rusty Wallace    | Blue Max Racing             | Pontiac   | 500    | 266,5 (428,89)    | 3 h 30 min 18 s | 076,034           |            |
| 1990                            | 8 avril    | Davey Allison    | Robert Yates Racing         | Ford      | 500    | 266,5 (428,89)    | 3 h 03 min 15 s | 087,258           |            |
| 1991                            | 14 avril   | Rusty Wallace    | Team Penske                 | Pontiac   | 500    | 266,5 (428,89)    | 3 h 39 min 37 s | 072,809           |            |
| 1992                            | 5 avril    | Alan Kulwicki    | AK Racing                   | Ford      | 500    | 266,5 (428,89)    | 3 h 05 min 15 s | 086,316           |            |
| Revêtement en béton             |            |                  |                             |           |        |                   |                 |                   |            |
| 1993                            | 4 avril    | Rusty Wallace    | Team Penske                 | Pontiac   | 500    | 266,5 (428,89)    | 3 h 08 min 43 s | 084,730           |            |
| 1994                            | 10 avril   | Dale Earnhardt   | Richard Childress Racing    | Chevrolet | 500    | 266,5 (428,89)    | 2 h 58 min 22 s | 089,647           |            |
| 1995                            | 2 avril    | Jeff Gordon      | Hendrick Motorsports        | Chevrolet | 500    | 266,5 (428,89)    | 2 h 53 min 47 s | 092,011           |            |
| 1996                            | 31 mars    | Jeff Gordon      | Hendrick Motorsports        | Chevrolet | 342    | 182,286 (293,36)  | 1 h 59 min 47 s | 091,308           | [ Note 3 ] |
| 1997                            | 13 avril   | Jeff Gordon      | Hendrick Motorsports        | Chevrolet | 500    | 266,5 (428,89)    | 3 h 33 min 06 s | 075,035           |            |
| 1998                            | 29 mars    | Jeff Gordon      | Hendrick Motorsports        | Chevrolet | 500    | 266,5 (428,89)    | 3 h 13 min 00 s | 082,850           |            |
| 1999                            | 11 avril   | Rusty Wallace    | Team Penske                 | Ford      | 500    | 266,5 (428,89)    | 2 h 51 min 16 s | 093,363           |            |
| 2000                            | 26 mars    | Rusty Wallace    | Team Penske                 | Ford      | 500    | 266,5 (428,89)    | 3 h 01 min 40 s | 088,018           |            |
| 2001                            | 25 mars    | Elliott Sadler   | Wood Brothers Racing        | Ford      | 500    | 266,5 (428,89)    | 3 h 03 min 54 s | 086,949           |            |
| 2002                            | 24 mars    | Kurt Busch       | Roush Racing                | Ford      | 500    | 266,5 (428,89)    | 3 h 14 min 20 s | 082,281           |            |
| 2003                            | 23 mars    | Kurt Busch       | Roush Racing                | Ford      | 500    | 266,5 (428,89)    | 3 h 29 min 53 s | 076,185           |            |
| 2004                            | 28 mars    | Kurt Busch       | Roush Racing                | Ford      | 500    | 266,5 (428,89)    | 3 h 13 min 34 s | 082,607           |            |
| 2005                            | 3 avril    | Kevin Harvick    | Richard Childress Racing    | Chevrolet | 500    | 266,5 (428,89)    | 3 h 26 min 20 s | 077,496           |            |
| 2006                            | 26 mars    | Kurt Busch       | Team Penske                 | Dodge     | 500    | 266,5 (428,89)    | 3 h 21 min 19 s | 079,427           |            |
| 2007                            | 25 mars    | Kyle Busch       | Hendrick Motorsports        | Chevrolet | 504    | 268,632 (432,321) | 3 h 16 min 38 s | 081,969           | [ Note 4 ] |
| 2008                            | 16 mars    | Jeff Burton      | Richard Childress Racing    | Chevrolet | 506    | 269,698 (434,036) | 3 h 00 min 15 s | 089,775           | [ Note 4 ] |
| 2009                            | 22 mars    | Kyle Busch       | Joe Gibbs Racing            | Toyota    | 503    | 268,099 (431,463) | 2 h 54 min 35 s | 092,139           | [ Note 4 ] |
| 2010                            | 21 mars    | Jimmie Johnson   | Hendrick Motorsports        | Chevrolet | 500    | 266,5 (428,89)    | 3 h 20 min 50 s | 079,618           |            |
| 2011                            | 20 mars    | Kyle Busch       | Joe Gibbs Racing            | Toyota    | 500    | 266,5 (428,89)    | 2 h 53 min 55 s | 091,941           |            |
| 2012                            | 18 mars    | Brad Keselowski  | Team Penske                 | Dodge     | 500    | 266,5 (428,89)    | 2 h 51 min 52 s | 093,037           |            |
| 2013                            | 17 mars    | Kasey Kahne      | Hendrick Motorsports        | Chevrolet | 500    | 266,5 (428,89)    | 2 h 53 min 25 s | 092,206           |            |
| 2014                            | 16 mars    | Carl Edwards     | Roush Fenway Racing         | Ford      | 503    | 268,099 (431,463) | 3 h 11 min 23 s | 084,051           | [ Note 4 ] |
| 2015                            | 19 avril   | Matt Kenseth     | Joe Gibbs Racing            | Toyota    | 511    | 272,363 (438,325) | 3 h 37 min 54 s | 074,997           | [ Note 4 ] |
| 2016                            | 17 avril   | Carl Edwards     | Joe Gibbs Racing            | Toyota    | 500    | 266,5 (428,89)    | 3 h 15 min 52 s | 081,637           |            |
| 2017                            | 24 avril   | Jimmie Johnson   | Hendrick Motorsports        | Chevrolet | 500    | 266,5 (428,89)    | 3 h 04 min 29 s | 086,674           | [ Note 5 ] |
| 2018                            | 15 avril   | Kyle Busch       | Joe Gibbs Racing            | Toyota    | 500    | 266,5 (428,89)    | 3 h 26 min 25 s | 077,465           |            |
| 2019                            | 7 avril    | Kyle Busch       | Joe Gibbs Racing            | Toyota    | 500    | 266,5 (428,89)    | 2 h 56 min 38 s | 090,527           |            |
| 2020                            | 31 mai     | Brad Keselowski  | Team Penske                 | Ford      | 500    | 266,5 (428,89)    | 3 h 19 min 02 s | 080,338           | [ Note 6 ] |
| Revêtement en terre (Dirt Race) |            |                  |                             |           |        |                   |                 |                   |            |
| 2021                            | 28 mars    | Joey Logano      | Team Penske                 | Ford      | 253    | 134,8 (217)       | 2 h 43 min 53 s | 046,313           | ,          |
| 2022                            | 28 mars    | Kyle Busch       | Joe Gibbs Racing            | Toyota    | 250    | 133,2 (214,5)     | 3 h 34 min 27 s | 034,973           |            |
| 2023                            | 9 avril    | Christopher Bell | Joe Gibbs Racing            | Toyota    | 250    | 133,25 (214,445)  | 2 h 40 min 40 s | 046,680           |            |
| Revêtement en béton             |            |                  |                             |           |        |                   |                 |                   |            |
| 2024                            | 17 mars    | Denny Hamlin     | Joe Gibbs Racing            | Toyota    | 500    | 266,5 (428,89)    | 3 h 20 min 41 s | 079,678           |            |
| 2025                            | 13 avril   | Kyle Larson      | Hendrick Motorsports        | Chevrolet | 500    | 265,5 (428,890)   | 2 h 38 min 43 s | 100,746           |            |

Notes : 
1. ↑  Course écourtée en raison du premier choc pétrolier.
2. ↑  La course était programmée le 31 mars mais a été reportée au 6 avril à cause de la pluie.
3. ↑  Course écourtée à cause de la pluie.
4. 1 2 3 4 5  Course prolongée en raison d'une arrivée Green-white-checker.
5. ↑  La course était programmée le dimanche 23 avril mais a été reportée au lundi 24 avril à cause de la pluie.
6. ↑  La course a été reportée du 5 avril au 31 mai à la suite de la pandémie de Covid-19.
7. ↑  La course a été reportée du dimanche au lundi à la suite des fortes pluies et des crues subites.

## Pilotes multiples vainqueurs
| Nbr. | Pilote          | Saison                             |
| ---- | --------------- | ---------------------------------- |
| 6    | Rusty Wallace   | 1986, 1989, 1991, 1993, 1999, 2000 |
| 5    | Kyle Busch      | 2007, 2009, 2011, 2018, 2019       |
| 5    | Darrell Waltrip | 1978, 1981, 1982, 1983, 1984       |
| 5    | Dale Earnhardt  | 1979, 1980, 1985, 1987, 1994       |
| 4    | Cale Yarborough | 1973, 1974, 1976, 1977             |
| 4    | Jeff Gordon     | 1995, 1996, 1997, 1998             |
| 4    | Kurt Busch      | 2002, 2003, 2004, 2006             |
| 3    | David Pearson   | 1967, 1968, 1971                   |
| 2    | Bobby Allison   | 1969, 1972                         |
| 2    | Carl Edwards    | 2014, 2016                         |
| 2    | Jimmie Johnson  | 2010,2017                          |
| 2    | Brad Keselowski | 2012, 2020                         |

| Nbr. | Pilote           | Saison |
| ---- | ---------------- | ------ |
| 1    | Joey Logano      | 2021   |
| 1    | Kyle Busch       | 2022   |
| 1    | Christopher Bell | 2023   |

## Écuries multiples gagnantes
| Nbr. | Écurie                      | Saison                                               |
| ---- | --------------------------- | ---------------------------------------------------- |
| 9    | Hendrick Motorsports        | 1995, 1996, 1997, 1998, 2007, 2010, 2013, 2017, 2025 |
| 7    | Team Penske                 | 1991, 1993, 1999, 2000, 2006, 2012, 2020             |
| 7    | Junior Johnson & Associates | 1965, 1976, 1977, 1981, 1982, 1983, 1984             |
| 7    | Joe Gibbs Racing            | 2009, 2011, 2015, 2016, 2018, 2019, 2024             |
| 5    | Holman-Moody (en)           | 1963, 1964, 1966, 1968, 1971                         |
| 5    | Richard Childress Racing    | 1985, 1987, 1994, 2005, 2008                         |
| 4    | Roush Fenway Racing         | 2002, 2003, 2004, 2014                               |
| 3    | Richard Howard Team         | 1972, 1973, 1974                                     |
| 2    | Petty Enterprises           | 1962, 1975                                           |
| 2    | Rod Osterlund Racing (en)   | 1979, 1980                                           |
| 2    | Blue Max Racing (en)        | 1986, 1989                                           |

| Nbr. | Pilote           | Saison     |
| ---- | ---------------- | ---------- |
| 1    | Joe Gibbs Racing | 2022, 2023 |
| 2    | Team Penske      | 2021       |

## Victoires des manufacturiers
| Nbr. | Manufacturier | Saison |
| ---- | ------------- | --- |
| 24   | Chevrolet     | 1972, 1973, 1974, 1976, 1977, 1978, 1979, 1980, 1983, 1984, 1985, 1987, 1994, 1995, 1996, 1997, 1998, 2005, 2007, 2008, 2010, 2013, 2017, 2025 |
| 18   | Ford          | 1963, 1964, 1965, 1966, 1968, 1970, 1971, 1988, 1990, 1992, 1999, 2000, 2001, 2002, 2003, 2004, 2014, 2020                                     |
| 7    | Toyota        | 2009, 2011, 2015, 2016, 2018, 2019, 2024 |
| 5    | Pontiac       | 1961, 1986, 1989, 1991, 1993 |
| 5    | Dodge         | 1967, 1969, 1975, 2006, 2012 |
| 2    | Buick         | 1981, 1982 |
| 1    | Plymouth      | 1962 |

| Nbr. | Pilote | Saison     |
| ---- | ------ | ---------- |
| 1    | Toyota | 2022, 2023 |
| 2    | Ford   | 2021       |

## Logos et photos

2011
2012
2015
2017 à 2020
2021

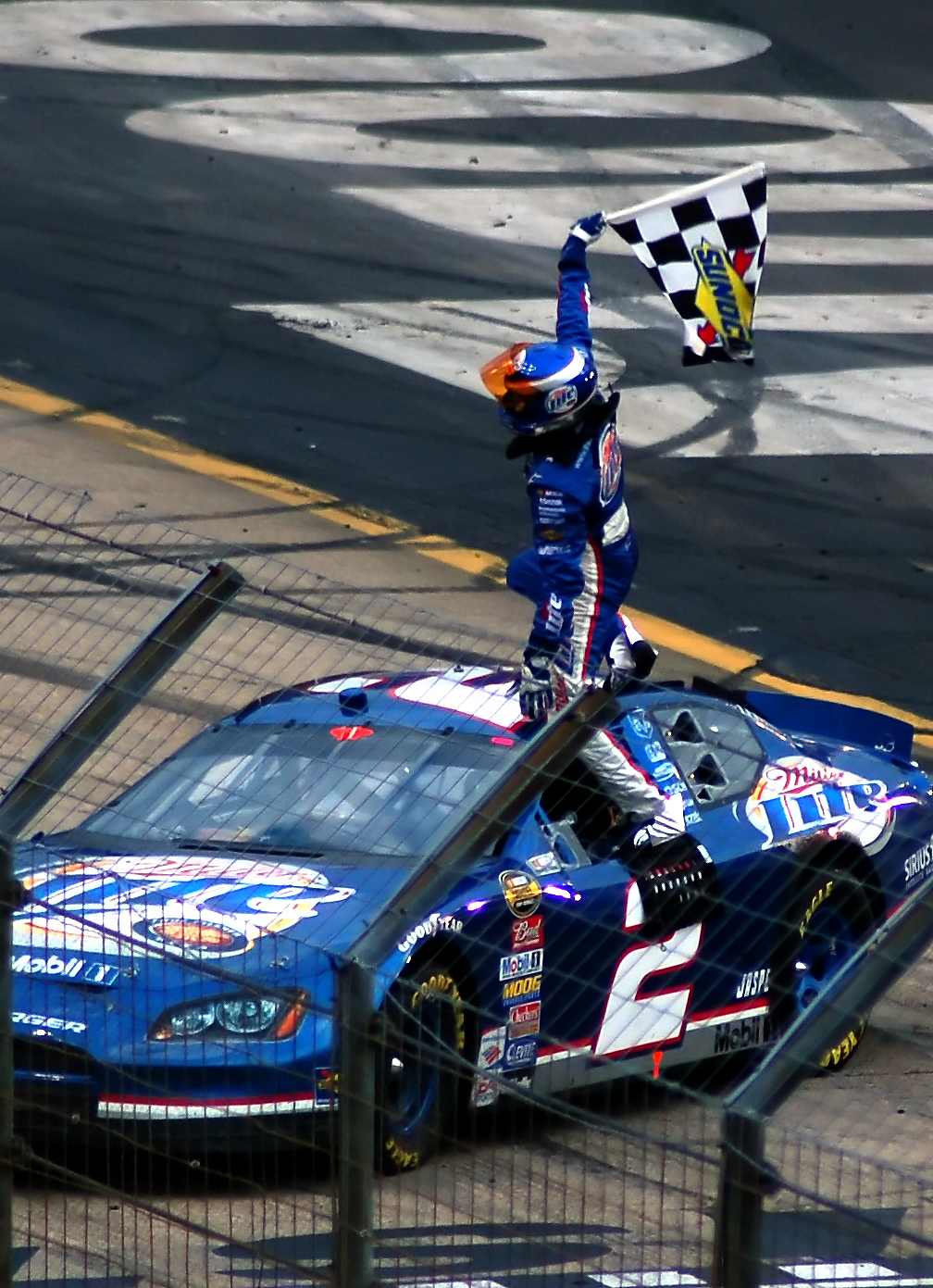
Kurt Bush vainqueur en 2006
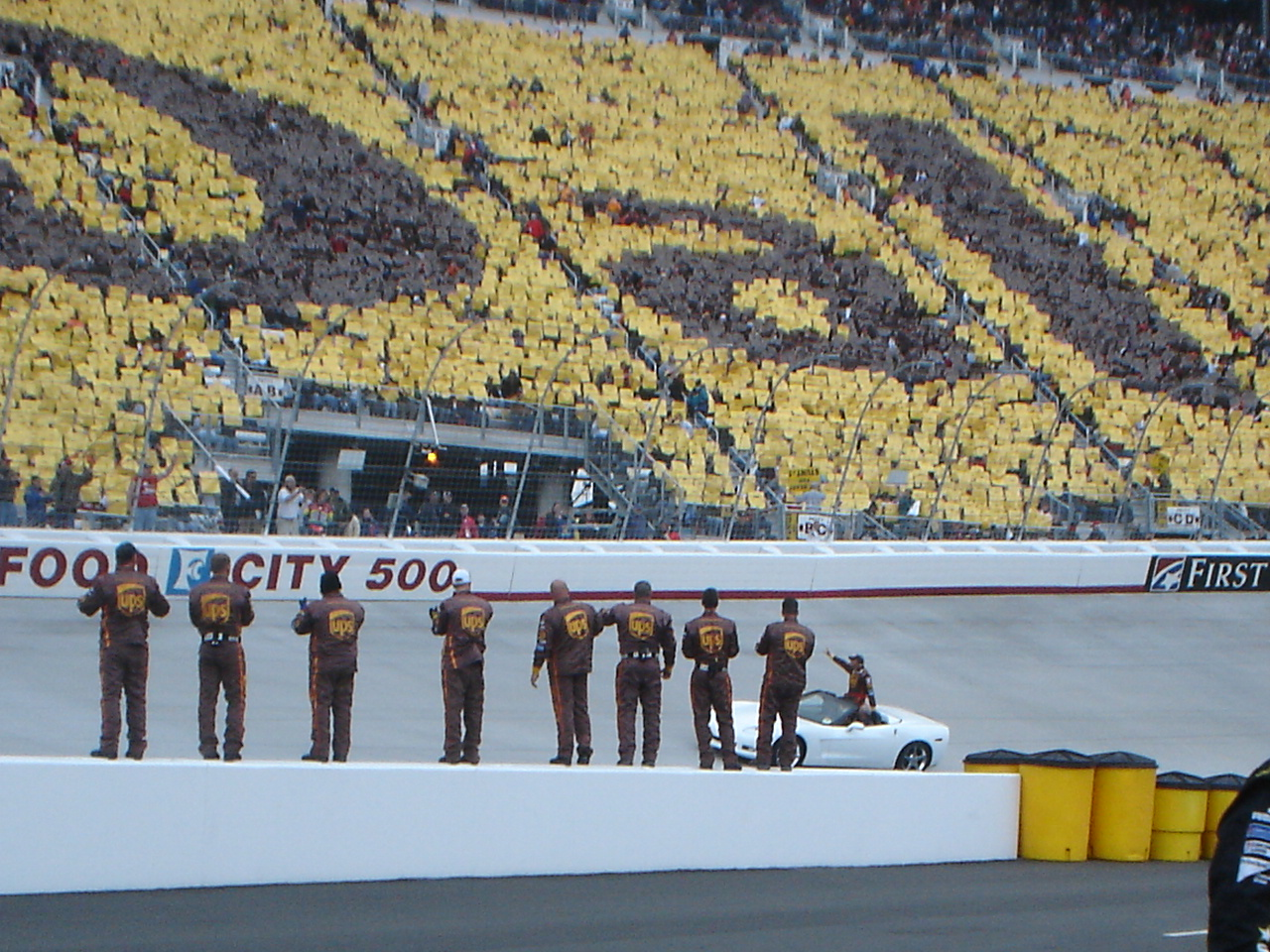
En 2008, Dale Jarret dans une voiture de présentation passant devant son écurie
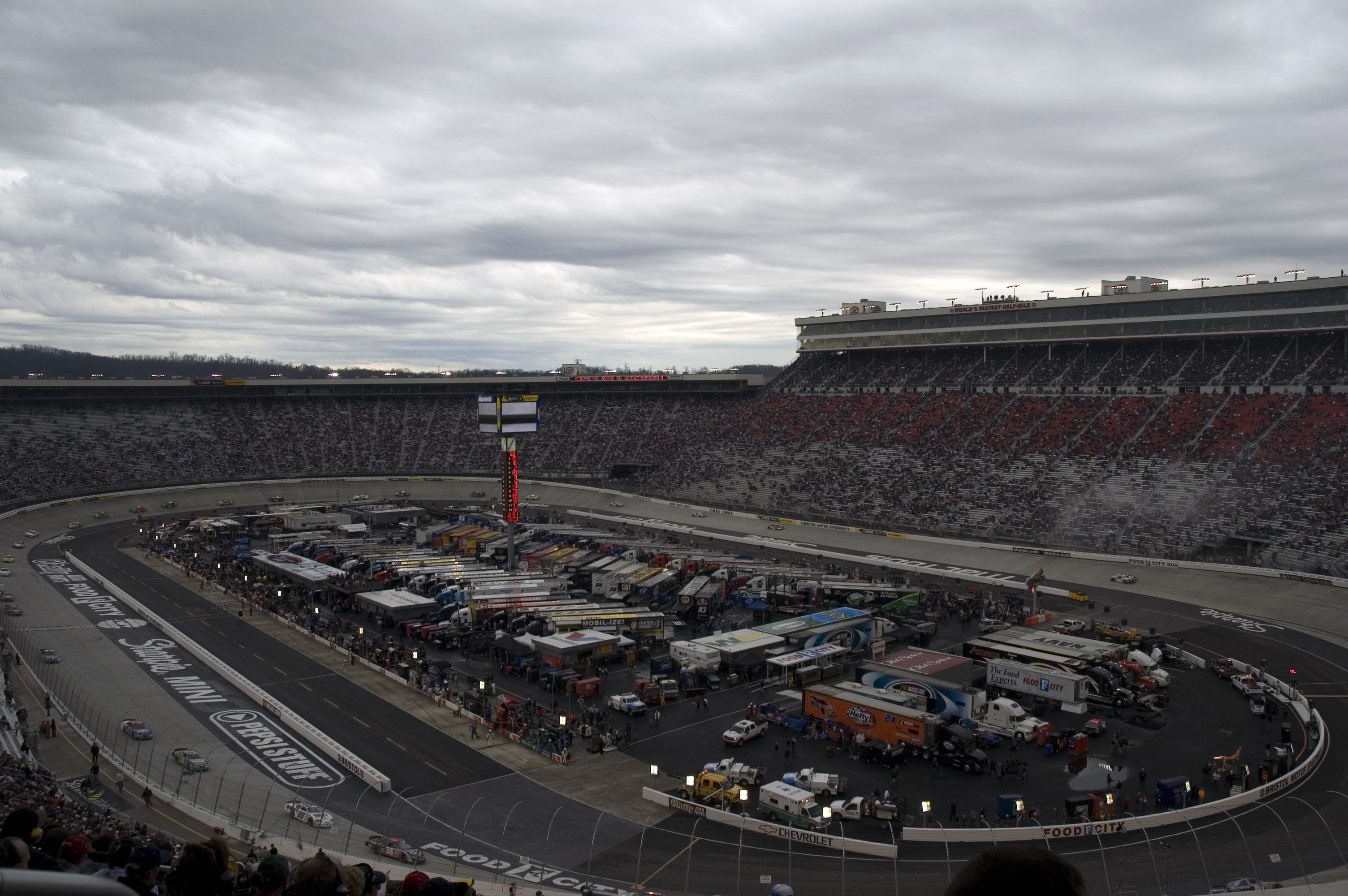
Le circuit le 15 mars 2008
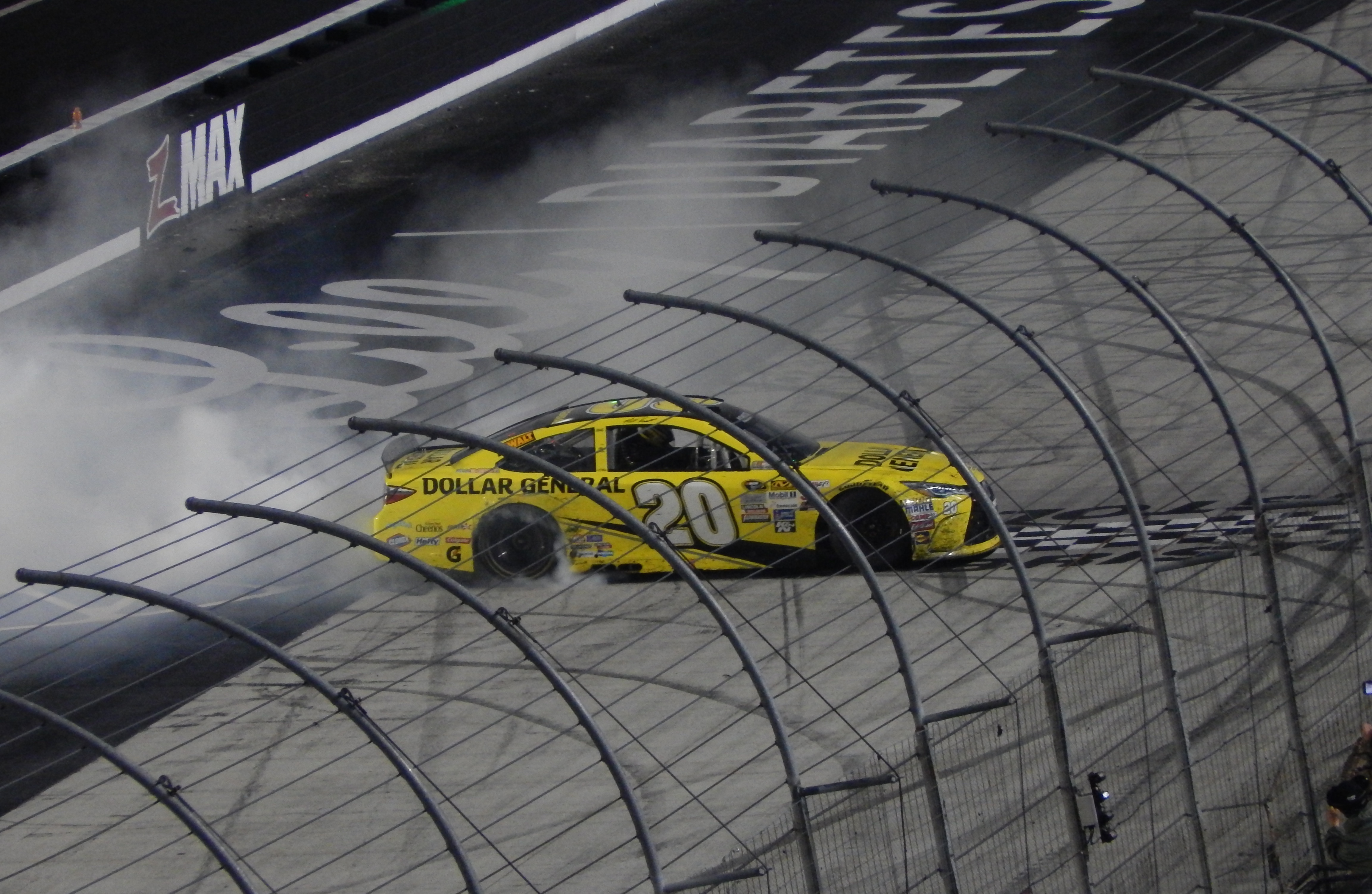
Matt Kenseth célébrant sa victoire en 2015